# Schwemsal
Schwemsal is een plaats en voormalige gemeente in de Duitse deelstaat Saksen-Anhalt, en maakt deel uit van de Landkreis Anhalt-Bitterfeld.
Schwemsal telt 677 inwoners.